# Catherine Hamlin

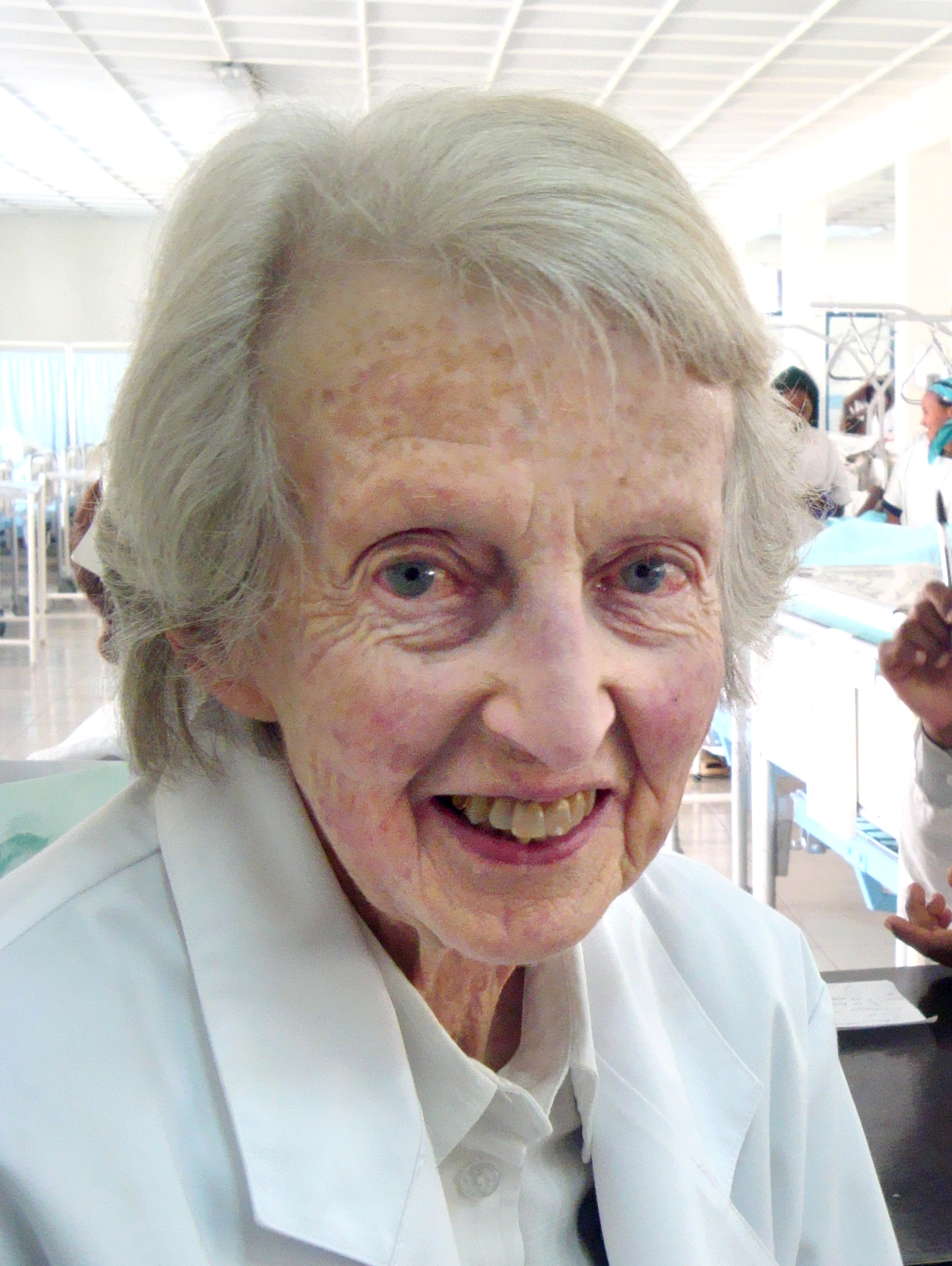
Catherine Hamlin (2009)

Catherine Hamlin (ur. 24 stycznia 1924 w Sydney, zm. 18 marca 2020 w Addis Abebie) – australijska ginekolog i położnik. Wraz z mężem Reginaldem Hamlinem założyła w Etiopii Szpital Addis Abeby Fistula, w którym kobiety z przetokami związanymi z porodem są leczone za darmo. Przez dziesięciolecia poświęcenia kobietom w Etiopii Catherine Hamlin zdobyła kilka nagród, w tym nagrodę Right Livelihood Award 2009.

## Życiorys

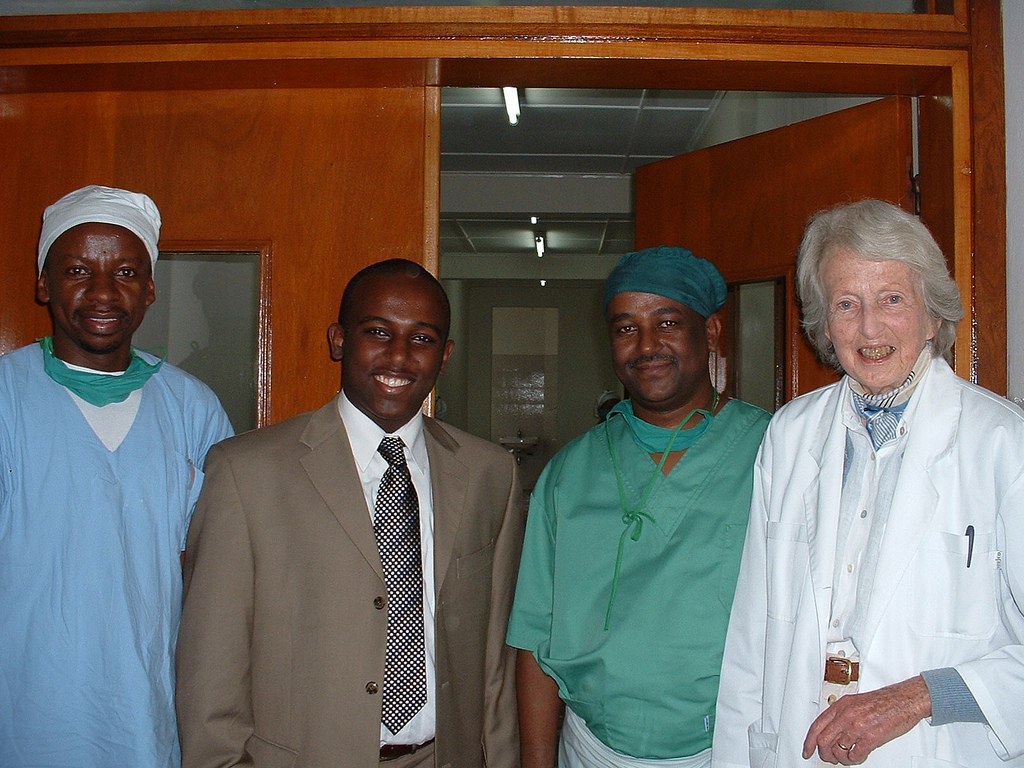
Catherine Hamlin (z prawej) w sierpniu 2006 r. Z młodymi afrykańskimi lekarzami w Addis Abebie Fistula Hospital

Catherine Hamlin (ur. Nicholson) urodziła się w Sydney w 1924 r. i ukończył studia medyczne na uniwersytecie w Sydney w 1946 r. Następnie pracowała w szpitalu St. Joseph’s Hospital w Auburn i St George Hospital w Kogarah, zanim specjalizowała się w opiece położniczej w Crown Street Women’s Hospital w Sydney. W 1950 roku wyszła za mąż za Reginalda Hamlina, którego poznała w Crown Street Women’s Hospital i który był ginekologiem i położnikiem, tak jak ona. W maju 1959 r. wraz z mężem udali się do Addis Abeby, gdzie oboje utworzyli szkołę położniczą w ramach trzyletniego projektu rządu Etiopii.
Po zakończeniu umowy Catherine i Reginald Hamlin pozostali w Etiopii, najpierw w szpitalu Princess Tsahai Memorial, a od 1974 r. w założonym przez nich Addis Abeba Fistula Hospital, poświęconym leczeniu wad wrodzonych u kobiet. Te połączenia między pochwą a pęcherzem moczowym lub jelitem z powodu komplikacji porodowych lub poronień, które powodują niekontrolowane wydalanie moczu lub ekskrementów z pochwy, często mają poważne konsekwencje społeczne dla dotkniętych kobiet, ponieważ w większości są porzucone przez swoich partnerów i wykluczone z społeczności.
Catherine i Reginald Hamlin opracowali technikę chirurgiczną, która prowadzi do całkowitego wyzdrowienia u około 93 procent pacjentów i leczyła ponad 45 000 kobiet w ciągu ponad czterech dekad. Po śmierci męża w sierpniu 1993 r. Catherine Hamlin przejęła zarządzanie Addis Abeba Fistula Hospital.

## Nagrody
Catherine Hamlin została wprowadzona do Zakonu Australii w 1995 r. Jako Companion, zdobywając najwyższe wyróżnienie w swoim kraju. University of Sydney (2005) i University of Dundee (2006) przyznały jej doktorat honoris causa. Została wybrana Honorary Fellow przez American College of Surgeons (2003) i Royal College of Surgeons w Edynburgu (2005). W 2009 roku Catherine Hamlin otrzymała nagrodę Right Livelihood Award.

## Prace
- The Hospital by the River: A Story of Hope. Oxford 2004
- Das Krankenhaus am Fluss. BoD, Bruchsal 2013, ISBN 978-3-7322-4468-3
- Australian Stories of Life. Sydney 2005 (współautorka)